# Ministeri de Defensa d'Israel

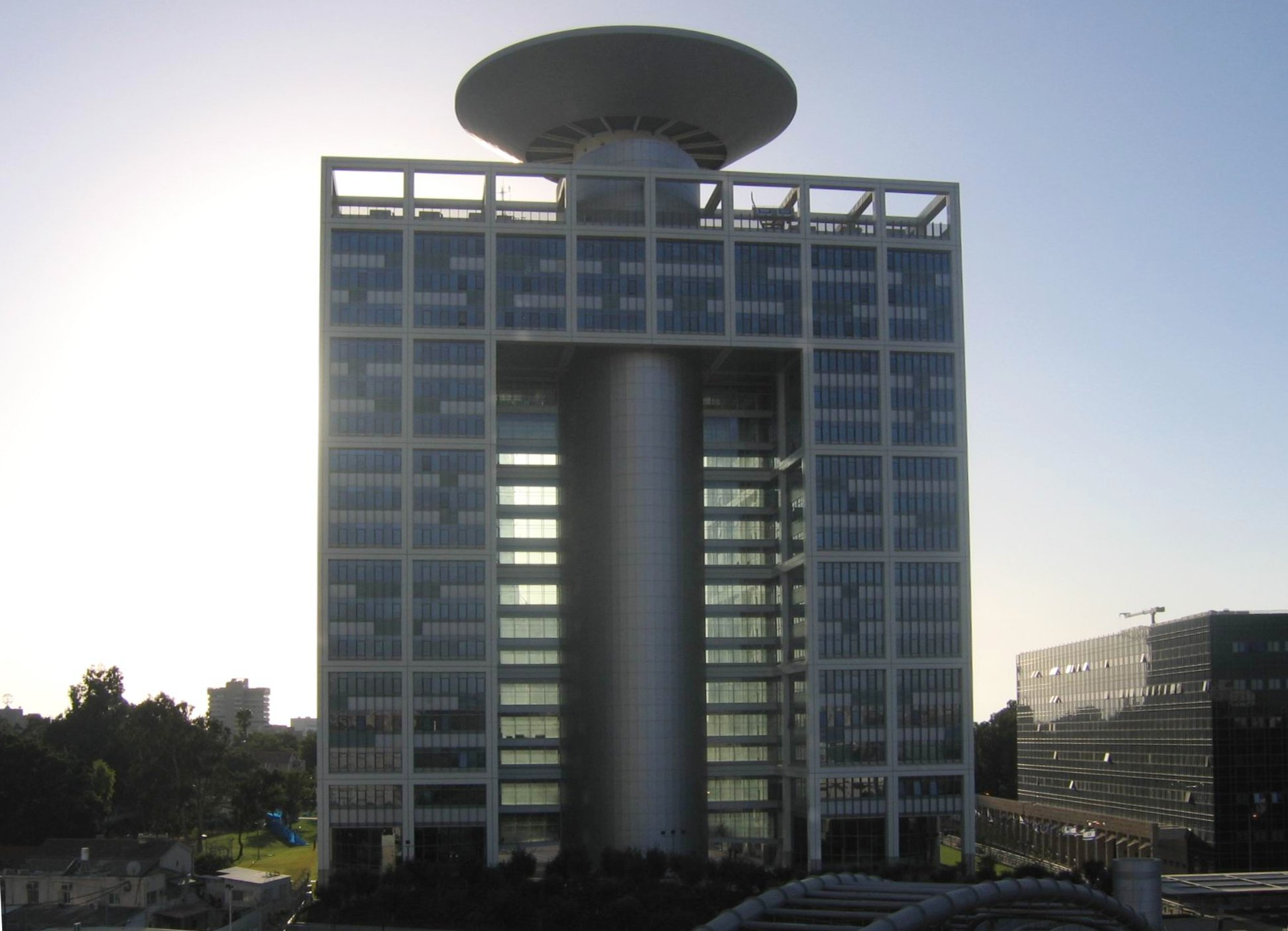
Torre Matcal, Tel-Aviv

El Ministeri de Defensa (en hebreu: משרד הביטחון, Misrad HaBitachon ) del Govern d'Israel, és el departament governamental responsable de la defensa de la sobirania de l'Estat d'Israel d'amenaces militars internes i externes. El seu cap polític és el Ministre de Defensa. El component clau del ministeri són les Forces de Defensa Israelianes. El Ministeri de Defensa d'Israel va ser creat després de la finalització del Mandat Britànic de Palestina amb la marxa de l'Exèrcit Britànic d'Orient Mitjà, i la Declaració d'independència de l'Estat d'Israel. La seu del ministeri es troba en la Torre Matcal, l'edifici és també la seu de la Caserna General de les FDI.

## Ministres de defensa
| #  | Ministre             | Partit           | Inici             | Final             |
| -- | -------------------- | ---------------- | ----------------- | ----------------- |
| 1  | David Ben-Gurion     | Mapai            | 14 May 1948       | 26 January 1954   |
| 2  | Pinhas Lavon         | Mapai            | 26 January 1954   | 21 February 1955  |
| –  | David Ben-Gurion     | Mapai            | 21 February 1955  | 26 June 1963      |
| 3  | Leví Eixkol          | Mapai            | 26 June 1963      | 5 June 1967       |
| 4  | Moixé Dayan          | Alineació        | 5 June 1967       | 3 June 1974       |
| 5  | Shimon Peres         | Alineació        | 3 June 1974       | 20 June 1977      |
| 6  | Ezer Weizman         | Likkud           | 20 June 1977      | 28 May 1980       |
| 7  | Menachem Begin       | Likkud           | 28 May 1980       | 5 August 1981     |
| 8  | Ariel Xaron          | Likkud           | 5 August 1981     | 14 February 1983  |
| –  | Menachem Begin       | Likkud           | 14 February 1983  | 23 February 1983  |
| 9  | Moshe Arens          | Likkud           | 23 February 1983  | 13 September 1984 |
| 10 | Yitshaq Rabín        | L'Alineació      | 13 September 1984 | 15 March 1990     |
| –  | Moshe Arens          | Likkud           | 11 June 1990      | 13 July 1992      |
| –  | Yitshaq Rabín        | Partit Laborista | 13 July 1992      | 4 November 1995   |
| –  | Shimon Peres         | Partit Laborista | 4 November 1995   | 18 June 1996      |
| 11 | Yitzhak Mordechai    | Likkud           | 18 June 1996      | 25 January 1999   |
| –  | Moshe Arens          | Likkud           | 27 January 1999   | 6 July 1999       |
| 12 | Ehud Barak           | Partit Laborista | 6 July 1999       | 7 March 2001      |
| 13 | Binyamin Ben-Eliezer | Partit Laborista | 7 March 2001      | 2 November 2002   |
| 14 | Shaul Mofaz          | Likkud           | 4 November 2002   | 4 May 2006        |
| 15 | Amir Peretz          | Partit Laborista | 4 May 2006        | 18 June 2007      |
| –  | Ehud Barak           | Partit Laborista | 18 June 2007      | 18 March 2013     |
| 16 | Moshe Ya'alon        | Likkud           | 18 March 2013     | 22 May 2016       |
| –  | Benjamin Netanyahu   | Likkud           | 22 May 2016       | 30 May 2016       |
| 17 | Avigdor Lieberman    | Yisrael Beiteinu | 30 May 2016       | -                 |